# نورمن کیس (بازیکن فوتبال)
پرونده نورمن (انگلیسی: Norman Case; ۱ سپتامبر ۱۹۲۵ – ۱۹۷۳ (۴۷−۴۸ سال)) بازیکن فوتبال اهل بریتانیا بود.
از باشگاه‌هایی که در آن بازی کرده‌است می‌توان به باشگاه فوتبال واتفورد اشاره کرد.